# Вождь різношкірих (фільм)
«Вождь різношкірих» — російська сімейна комедія за мотивами твору О. Генрі "Вождь червоношкірих". Цього разу пригоди відбуваються в центрі Москви.

## Сюжет
Двоє авантюристів зважуються на викрадення вундеркінда, сина великого банкіра. Несподівано для викрадачів хлопчисько зовсім не прагне повернутися додому, а «великий банкір» виявляється суворою підприємицею, яка і не думає сплачувати за сина викуп.

## Ролі
| Актор                 | Роль |
| --------------------- | ---- |
| Дмитро Дюжев          | -    |
| Марія Миронова        | -    |
| Григорій Сіятвінда    | -    |
| Ігор Ванюшкін         | -    |
| Семен Стругаче        | -    |
| Олександр Числов      | -    |
| Віталій Гребенников   | -    |
| Володимир Епіскопосян | -    |
| Віталій Кулаков       | -    |
| Микита Іванов         | -    |

## Знімальна група
- Режисер — Єгор Аношкін
- Сценарист — Ігор Сосна, Дмитро Звірьков
- Продюсер — Ілля Неретін, Тимофій Сергійцев, Дмитро Куликов
- Композитор — Дмитро Носков